# Visayas

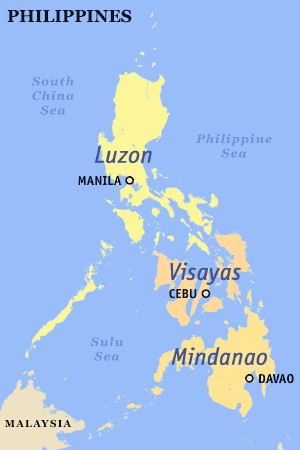
Mapa Filippin. W środkowej części znajduje się Visayas.

Visayas − jedna z trzech dużych jednostek podziału administracyjnego na Filipinach. Składa się z wysp położonych pomiędzy wyspą Luzon na północy i wyspą Mindanao na południu. 
Największe wyspy to: Panay, Negros, Cebu, Bohol, Leyte, Samar i Palawan. Średnie wyspy: Romblon i Masbate.
Administracyjnie Visayas podzielone jest na 3 regiony:
- Zachodnie Visayas
- Środkowe Visayas
- Wschodnie Visayas

Regiony z kolei dzielą się na 16 prowincji. Na czele prowincji stoją gubernatorzy wybierani w wyborach powszechnych na maksymalnie trzy kadencje po trzy lata każda. W Filipińskim Kongresie Visayas jest reprezentowane przez 44 kongresmenów wybieranych w ten sam sposób jak gubernatorzy.